# Natatolana paranarica
Natatolana paranarica är en kräftdjursart som beskrevs av Keable 2006. Natatolana paranarica ingår i släktet Natatolana och familjen Cirolanidae. Inga underarter finns listade i Catalogue of Life.